# 缅甸绞股蓝
缅甸绞股蓝（学名：Gynostemma burmanicum）为葫芦科绞股蓝属下的一个种。該物種分佈於中華人民共和國云南南部、泰国、缅甸海拔800-1200米的樹林以及灌木丛中。

## 扩展阅读
- 維基物種上的相關：缅甸绞股蓝